# Lucien Troupel
Lucien Troupel est un footballeur français devenu entraîneur, né le 11 janvier 1919 à Paris et mort le 19 mai 1993 à Saint-Maur-des-Fossés.

## Carrière

### Joueur
- 1938-1940 :  ESA Brive
- 1940-1942 :  Olympique de Marseille
- 1943 :  EF Marseille-Provence
- 1944 :  EF Clermont-Auvergne
- 1944-1948 :  RCFC Besançon

### Entraîneur
- 1948-1951 :  SC Toulon
- 1952-1955 :  AS Cannes
- 1955-1959 :  Olympique lyonnais
- 1959- janvier 1962 :  Olympique de Marseille
- 1965-1966 :  RC Paris
- 1967-1970 :  Bataillon de Joinville
- 1972-1973 :  équipe Nationale Militaire
- 1973-1980 :  LB Châteauroux